# Laigin
I Laigin, in ortografia moderna Laighin, erano un'antica popolazione d'Irlanda . Hanno dato il loro nome alla provincia di Leinster, che, in epoca medievale, era conosciuta in irlandese come Cóiced Laigen, ovvero "provincia degli uomini di Leinster" (in irlandese moderno: Cúige Laighean ). Si ritiene che il loro territorio, ubicato nel sud-est dell'Irlanda, si estendesse dal fiume Shannon al fiume Boyne.

## Etimologia
Laigin è un sostantivo plurale ed è un etnonimo piuttosto che un termine geografico,  ma il sistema irlandese di denominazione dei territori tendeva a intitolare i territori a una figura antenata apicale, anche quando la dinastia dominante non aveva legami con suddetta figura.  L'origine del nome è incerta; tuttavia, secondo la tradizione, deriva dalla parola irlandese láigen, "lancia".  I primi testi usano i nomi Laigen e Gaileoin in modo intercambiabile.

## Origini
Si presume che i Laigin discendessero da Labraid Loingsech.  Gli storici moderni suppongono, sulla base delle tradizioni irlandesi e dei relativi nomi di luoghi, che i Laigin fossero un gruppo di invasori provenienti dalla Gallia o dalla Gran Bretagna, che arrivarono non oltre il VI secolo a.C., e furono successivamente incorporati nello schema genealogico medievale, che faceva discendere tutti i gruppi regnanti dell'antica Irlanda da Míl Espáine. I toponimi suggeriscono anche che un tempo erano presenti nel nord del Munster e nel Connacht.

## Popoli e dinastie imparentati
Le poesie arcaiche rinvenute in testi genealogici medievali distinguono tre gruppi che formano i Laigin: i veri e propri Laigin, i Gaileóin e i Fir Domnann. Si crede che questi ultimi siano collegati ai Dumnonii britannici.
Alcune delle dinastie che affermavano di appartenere ai Laigin includono: Uí Failge, Uí Biarrche, Uí Dúnlainge, Uí Ceinnselaig, Uí Garrchon e Uí Máil.

## Nella letteratura medievale
Nei racconti mitologici del Ciclo dell'Ulster, si narra che il Re dei Connachta, Ailill mac Máta, appartenesse ai Laigin. Per questo, Byrne (2001) ritiene che fosse correlato a un possibile primo dominio della provincia di Connacht da parte di popolazioni legate ai Laigin, Fir Domnann e Gamanrad.